# 吴达济
吴达济（韓語：오달제；1609年7月8日—1637年5月13日），字季晖，号秋潭，本贯海州。是朝鮮仁祖时期抵抗清朝的“三学士”之一，担任修撰，丙子胡乱时期就义于沈阳西门外。1681年，朝鲜肃宗追赠谥号忠烈，并且在南汉山城立“显节祠”祭祀他与洪翼汉、尹集、金尚宪、郑蕴。